# Гёйгёль (город)
Гёйгёль (азерб. Göygöl, то есть «голубое озеро») — город в Азербайджане, административный центр Гёйгёльского района. 
Основан в 1819 году как колония Еленендорф швабскими колонистами из Швабии. В 1931 году был переименован в Еленино, с 1938 года по 2008 год — Ханлар в честь азербайджанского революционера Ханлара Сафаралиева. 

## История
В 1795 году город был завоёван династией Каджаров. 
Во время русско-персидской войны 1804—1813 годов он был заброшен[уточнить]. В 1813 году по Гюлистанскому договору был официально закреплён за Российской империей.
Еленендорф основан в 1819 году немцами из Вюртемберга по приказу царя Александра с целью помочь заселить регион.

### Немецкое селение Еленендорф

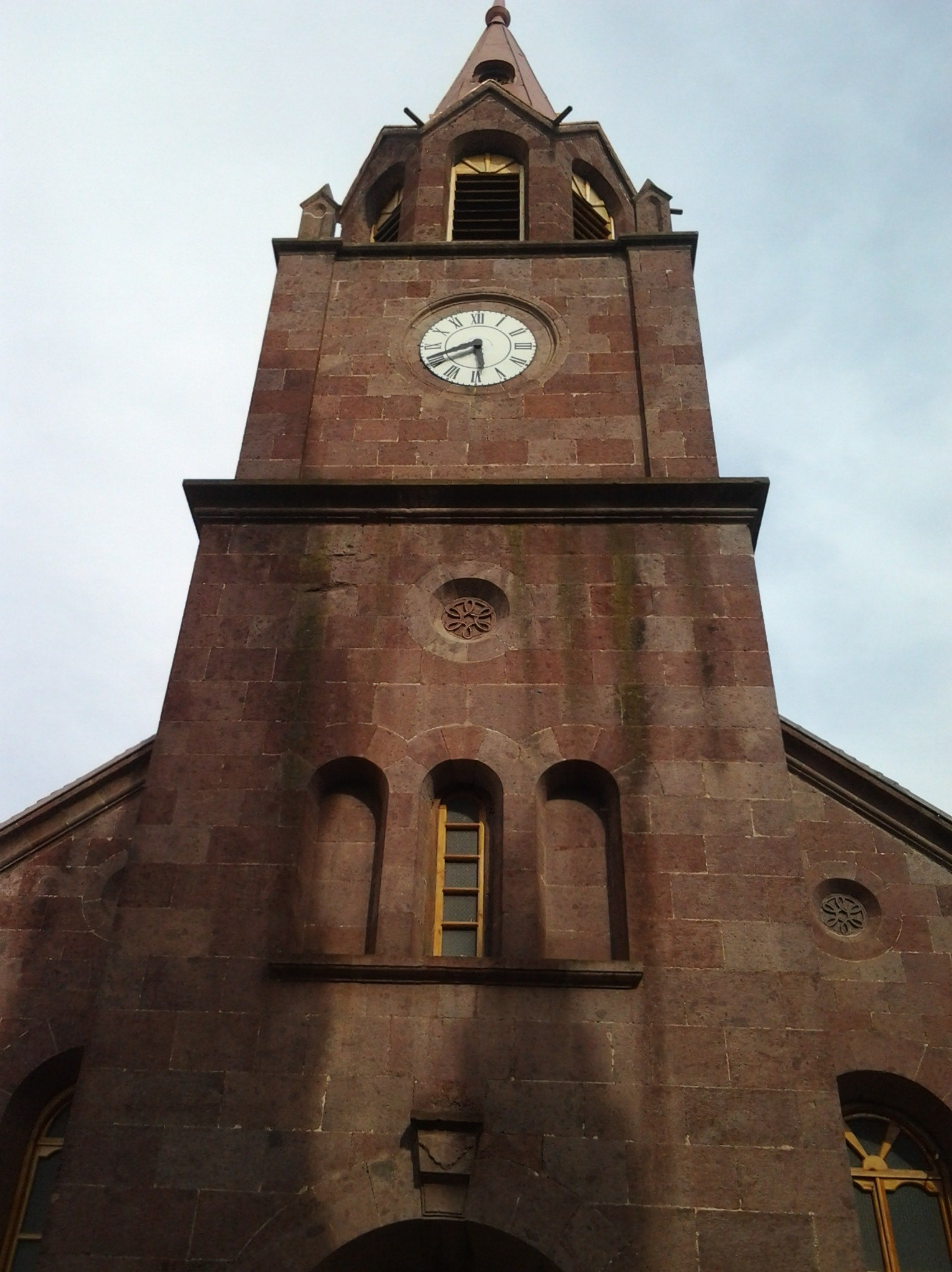
Немецкая кирха в Гёйгёле, построенная в 1855 году. 2012 год

10 мая 1817 года российским императором Александром I было подписано прошение 700 швабских семей, в котором содержалась просьба разрешить им переселиться в Закавказье. К назначенному месту колонисты прибыли зимой 1818 года, поэтому были вынуждены перезимовать в Гяндже в армянских семьях, также исповедующих христианство, и лишь весной 1819 года на пасхальные праздники правительственные чиновники определили точное место строительства Еленендорфа — бывшее «татарское поселение» Ханахлар. Основателями колонии были преимущественно выходцы из Ройтлингена.
Название Helenendorf колония получила в честь Великой княжны Елены Павловны дочери Павла I и Марии Фёдоровны (до замужества София Доротея — принцесса Вюртембергская).

В колонии первоначально поселилось 127 семей швабских колонистов (приблизительно 600 человек). В 1843 году численность еленендорфцев составляла 609 человек. По переписи 1908 года в колонии проживало 3525 «душ»: 2384 — немцы, 400 — русские (в основном казаки), 366 — армяне, 300 — персы (сезонные работники), 40 — лезгины, 30 — грузины, 5 человек — татары. По состоянию на 1 января 1928 г, в Еленендорфе «проживало до 3845 человек, из них 2115 коренных жителей-немцев, составляющих 520 дворов (семейств), 200 немцев — приехавших из Поволжья, 300 ассирийцев, 150 армян, 80 тюрок. Кроме 2115 коренных жителей остальные 1730 человек являются временно проживающими и имущества в колонии не имеют, вследствие чего вынуждены заниматься батрачеством». В октябре 1941 года количество немцев, проживавших в Еленендорфе и подлежащих выселению, составляла 2675 человек. 

Швабская семья в Еленендорфе. 1910 год

С началом Великой Отечественной войны по приказу наркома внутренних дел СССР (№ 001487 от 11 октября 1941 года) «О переселении лиц немецкой национальности из Азербайджана, Грузии и Армении», немцы Ханлара в период с 20 по 25 октября 1941 года были депортированы в Павлодарскую и Акмолинскую области Казахстана.

#### Экономическая деятельность
К 1875 году колонисты полностью выплатили правительственный кредит (2000 рублей на семью), который они получили в 1818 году для переселения и обустройства фермы. В конце XIX века в Еленендорфе уже были электричество, телефонная связь и даже водопровод. К этому времени основным занятием колонистов было выращивание винограда и производство спиртных напитков — различных сортов марочных и столовых вин, коньяка, шампанского. Продукция, произведенная в Еленендорфе, продавалась местными фирмами «Братья Форер» и «Братья Гуммель» в Москве, Санкт-Петербурге, в Европе. Созданная в 1892 г. фирма «Бр. Форер», с годовым оборотом в 300 тыс. руб., имела широкую сеть винных складов и магазинов в Тифлисе, Баку, Ростове, Томске. В 1896 г. был построен новый завод по производству коньячного спирта. В 1909 г. продажа коньяка отличного качества в 38 губерниях достигла 20 тыс. ведер в год. Реализация продукции фирмы «Бр. Гуммель» шла в 39 губерниях России, в 1912 г. было вывезено 205 тыс. ведер вина. Ремесла были также развиты. К 1908 году в колонии насчитывалось 8 цехов по изготовлению конных повозок (также поставляемых российской армии), 6 цехов по бочкам, 9 кузниц, 9 столярных и 6 столярных мастерских, 4 мастера шитья, 4 маляра и 4 печи, 3 мастерские слесаря, один мастер обуви. В 1920 году учреждается кооператив под именем «Производственный кооператив рабочих-виноградарей». В имущество кооператива входит часть основного капитала семейных предприятий Форер, Гуммель, Бек и имущество старых кооперативов. К кооперативу присоединяются Виноградари Еленендорфа, Анненфельда, Гянджи, Георгсфельда, Траубенфельда, Эйгенфельда, Алексеевки и с 1921-го г. и Грюнфельда и Елизаветинки. Они вместе образовывают производственный и сбытовой кооператив с главной конторой в Еленендорфе.
Коллективное хозяйство «Конкордия» было столь успешным, что, несмотря на жёсткие государственные ограничения, сумело открыть до 1929 года почти 160 магазинов по всему Советскому Союзу, оно оснащало и школы, финансировало учреждения культуры, содержало химическую лабораторию. В 1935 году немецкие коллективные предприятия были объявлены вредительскими, и почти все руководящие работники «Конкордии» арестованы.

#### Социальное развитие
Швабы, поселившиеся в Российской империи, были лютеранами, но принадлежали к пиетистскому движению, что, по сути, было одной из причин их переселения на Кавказ. В 1857 году каменная церковь святого Иоанна была построена в деревне. В тридцатых годах XX века две газеты выходили на немецком языке «Bauer und Arbeiter» («Крестьяне и рабочие») и «Lenins Weg» («Путь Ленина»).
Благодаря тому, что среди прибывших были и учителя, дети колонистов имели возможность учиться чтению, письму и счету, позже — географии и истории. В 1823 году была построена первая школа, в которой дети обучались в двух классах. С 1890-х годов стало обязательным изучение русского языка. В 1907 году в школе Еленендорфа была открыта школа-интернат для размещения детей из других швабских поселений Закавказья, которые там учились. В 20-х годах XX века преподаватели из Германии были приглашены на работу в школу. Так, например, Алоис Мелихар (Alois Melichar), будущий дирижёр Берлинской филармонии, проводил уроки музыки в школе Еленендорфа.
Культурная жизнь в Еленендорфе началась с образования в 1893 году Немецкого общества (Deutscher Verein), первоначально мужского клуба с библиотекой и читальным залом и кегельбаном. Позже были организованы любительские духовые и струнные оркестры и театральная студия, которые проводили концерты и спектакли как в зале общества, где могли разместиться до 400 зрителей, так и на различных праздничных мероприятиях, в том числе в сквере Еленендорфа. В 1930 году была открыта музыкальная школа с классами фортепиано и струнных инструментов. Различные фестивали, которые собирали музыкальные коллективы из всех закавказских колоний, часто проводились в Еленендорфе.

### Период Азербайджанской ССР
В 1926 году с показательного судебного процесса над тремя общественными лидерами, Готтлобом Хуммелем, Генрихом Форером и Фрицем Рейтенбахом, по обвинению в контрреволюционной и националистической деятельности в Еленендорфе началась экспроприация собственности и коллективизация колонистов.
Они были осуждены, их имущество было конфисковано, и их отправили в трудовой лагерь в Казахской ССР. К 1935 году более 600 немецких семей в этом районе были осуждены за «шпионаж» и отправлены в трудовые лагеря.
В 1931 году город был переименован в «Еленино». В 1938 году переименован в «Ханлар» в честь революционера Ханлара Сафаралиева.
В 1941 году согласно постановлению Государственного комитета обороны №744сс от 8 октября 1941 года оставшееся немецкое население было депортировано в Акмолинскую, Карагандинскую, Костанайскую, Новосибирскую, Павлодарскую и Северо-Казахстанскую области Казахской ССР.

### Современный период
В 2008 году Ханлар был переименован в Гёйгёль в честь близлежащего озера. Район стал называться Гёйгёльским районом.
В 2025 году является одним из городов — мест проведения III Игр стран СНГ.

## Общие сведения
Гёйгёль расположен на северо-западе Азербайджана в 10 км к югу от города Гянджа в предгорьях Муровдагского хребта Малого Кавказа. Находится в бассейне реки Куры, через город протекает река Гянджачай. Город соединен с железной дорогой Баку — Газах.

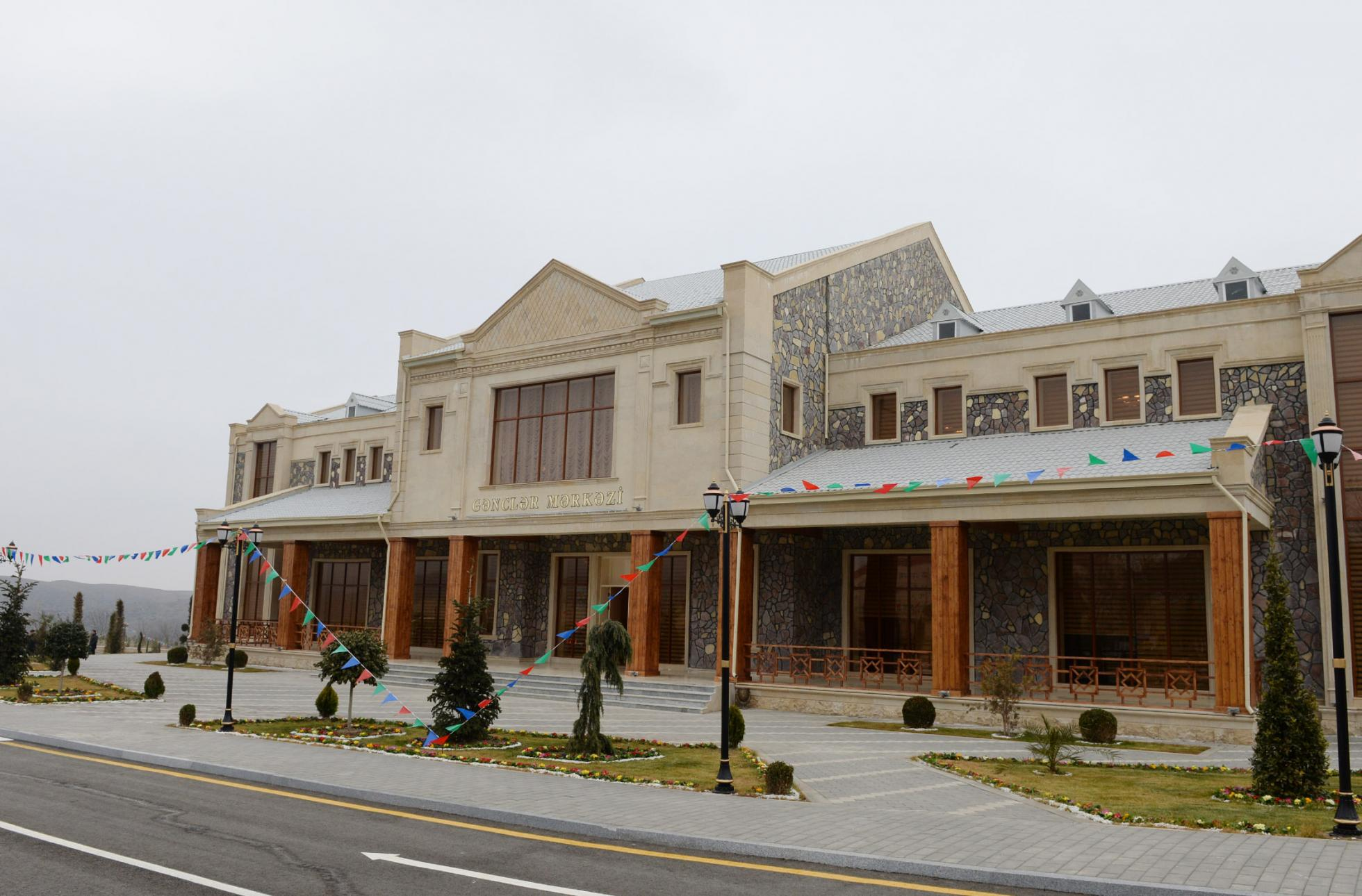
Центр молодёжи Январь 2014

В Гейгеле распространен влажный субтропический климат. Июль — самый жаркий месяц со средней температурой 24.2 °С, январь — самый холодный с температурой 1.1 °С. В мае выпадает самое большое количество осадков — в среднем 69 мм осадков.
На 2021 год население города составляло 26 064 чел.

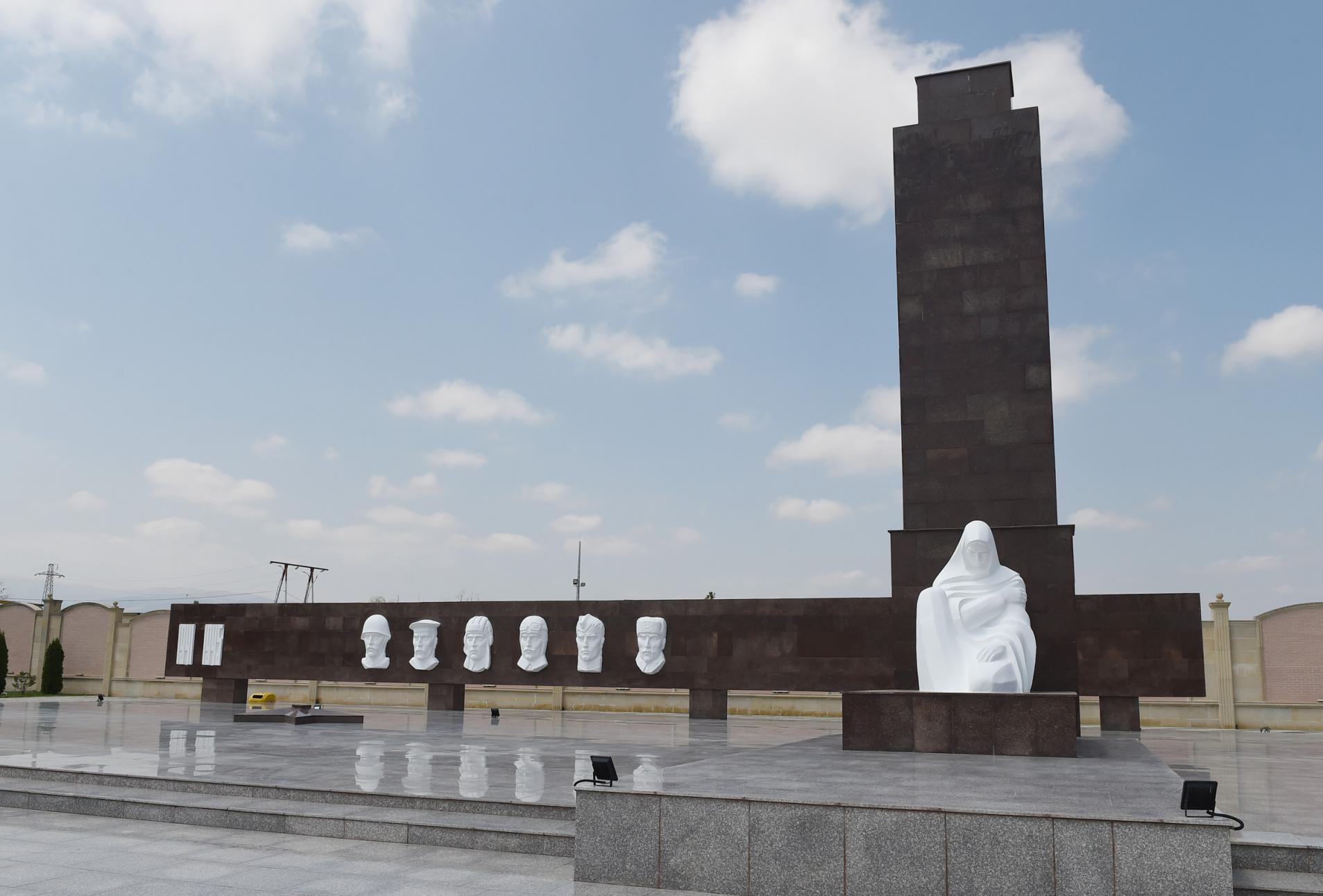
Памятник погибшим в Великой Отечественной войне Август 2017

На 1 января 2024 года население составило 19 762 чел. Из них 9 855 мужчин (49,9 %), 9 907 женщин (50,1 %).
С 22 по 24 сентября 2017 года в Гёйгёле проведены матчи группы D чемпионата Европы по волейболу среди женщин.
Действует парк Победы площадью 2 гектара. В парке создан памятник погибшим в Великой Отечественной войне.
В парке Гейдара Алиева расположены центр молодёжи, кинотеатр и детский развлекательный центр, Зелёный театр.
21 января 2014 года в парке открыт центр Гейдара Алиева. В центре действует музей Гейдара Алиева. В центре действуют кружки рисования, ковроткачества, шитья. В центре также расположены электронная библиотека, фотостудия, шахматный зал, комната мугама и 3D-кинотеатр.
Также 21 января 2014 года открыт Гейгельский олимпийский спортивный комплекс.

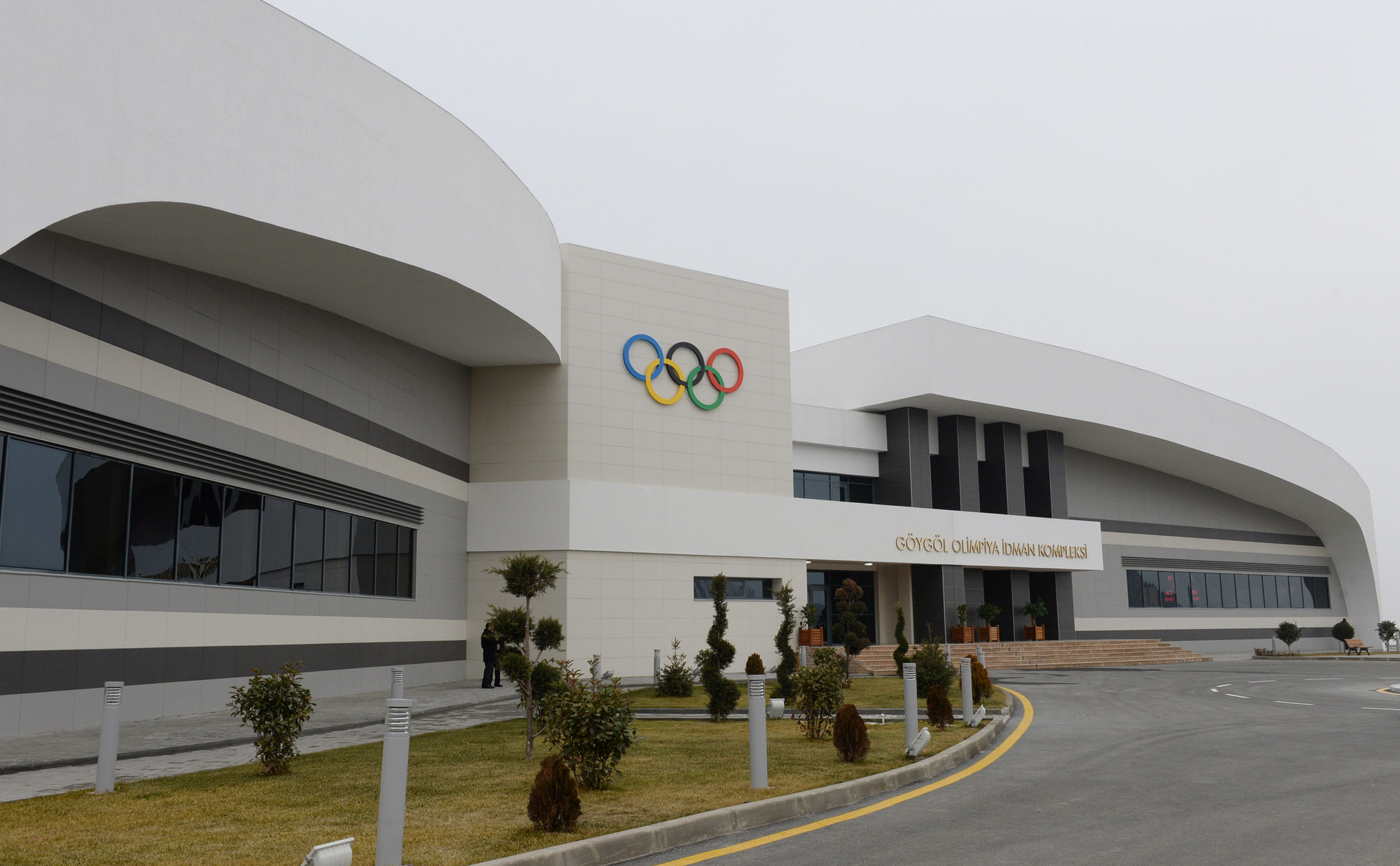
Гейгельский олимпийский спортивный комплекс Январь 2014

## Экономика
Город относится к Гянджа-Дашкесанскому экономическому району.

## Инфраструктура
21 января 2014 года введён в строй новый водопровод. Источником воды является Кюрекчай.

## Культура
В Гёйгёле есть ряд исторических памятников, в которых работают магазин вин при Гейгельском винном заводе, Гейгельская типография, районная музыкальная школа, гостиница «Кёроглу», датируемая XIX веком, а также бывшие здания районной прокуратуры и районной полиции, построенные в XIX веке, Дом-музей имени Виктора Клейна. 
Историко-этнографический музей Гейгеля расположен в здании лютеранской церкви, построенной в 1856 году, и работает как музей с 1982 года.
21 января 2014 году открыта площадь Государственного флага. На площади находится музей государственных символов Азербайджана.
В музее представлены гербы Нухинского, Елизаветпольского, Нахичеванского, Губинского, Шушинского, Шемахинского, Ленкоранского уездов, Закатальского округа и Бакинской губернии, Азербайджанской ССР, Общества общественных советов Азербайджана и независимого Азербайджана. В музее также хранятся карты периода государств Сефевидов, Аккоюнлу, Кара-Коюнлу, Ильдегизидыов, АДР.

## Археологические раскопки
В окрестностях Гёйгёля расположено большое курганное кладбище эпохи бронзы — раннего железа (конец 2-го — начало 1-го тыс. до н. э.), исследовавшееся в 1890-х годах XIX века. Под насыпями из земли или глины в вытянутом или скорченном положении располагались костяки. Курганы знати выделялись крупными размерами погребальной камеры. В могиле вождя (курган № 1) обнаружены убитые рабы, кони, верблюд, богатый инвентарь. В погребениях много бронзового оружия (мечи, кинжалы, топоры) и украшений (височные кольца, браслеты, подвески), глиняная чёрная посуда с геометрическим орнаментом, орудия труда. К западу от Гёйгёля обнаружено поселение той же эпохи с остатками обширных родовых домов и небольших землянок.

## Галерея

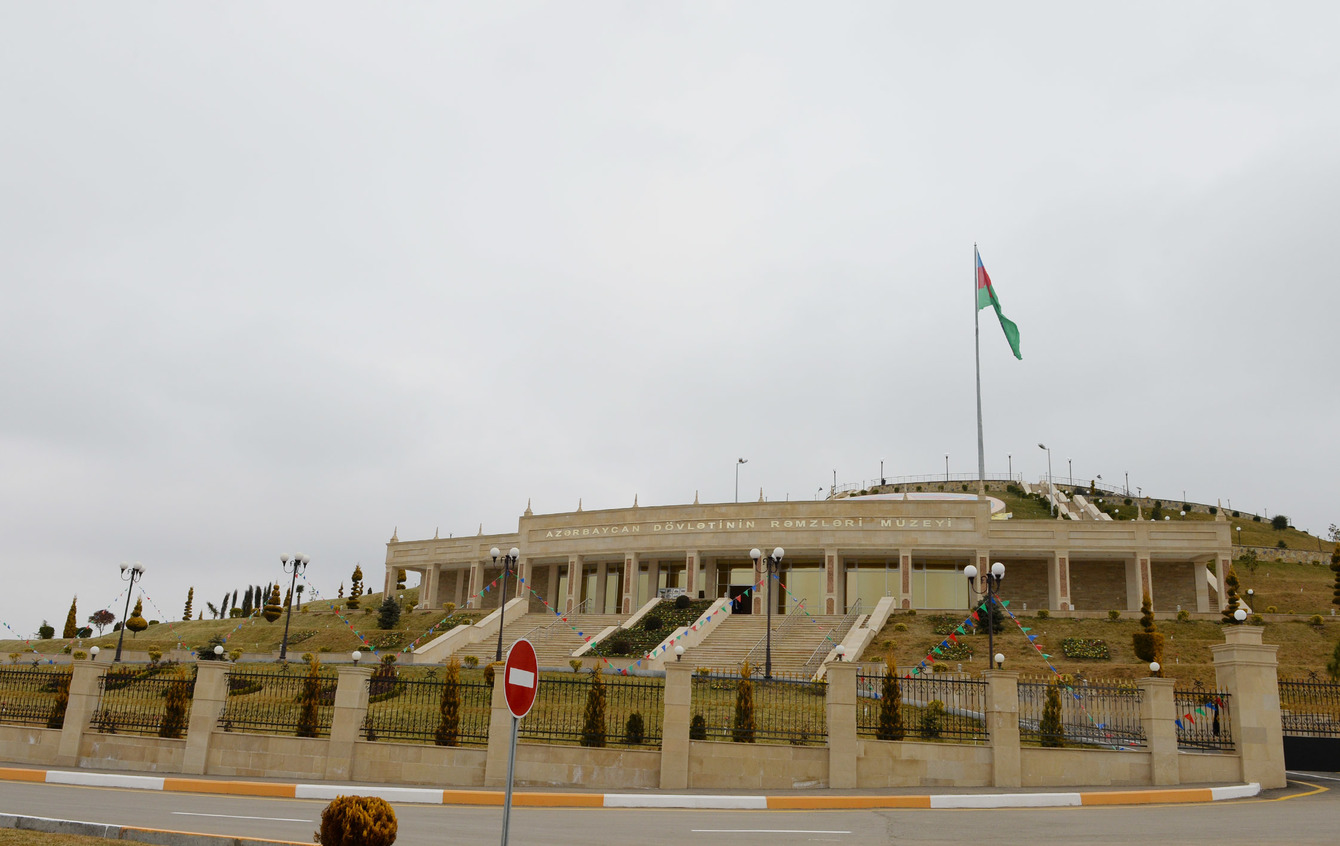
Площадь Государственного флага.
Центр Гейдара Алиева в городе